# Lonquimayus notocinereatum
Lonquimayus notocinereatum là một loài ruồi trong họ Asilidae. Lonquimayus notocinereatum được Artigas miêu tả năm 1970.